# Colisée Financière Sun Life
Le Colisée Financière Sun Life, anciennement le Colisée de Rimouski, est le plus grand aréna de l'est du Québec, il est situé à Rimouski dans le Bas-Saint-Laurent. Il a ouvert ses portes en 1966. Il était le domicile des Feuilles d’érable de Rimouski. L'amphithéâtre a notamment été le domicile des Mariniers de Rimouski, dans la Ligue républicaine de hockey jusqu'en 1987. Cet aréna est désormais le domicile de l'Océanic de Rimouski de la LHJMQ depuis 1995. En 2014, la firme Financière Sun Life achète les droits d'utilisation de l'amphithéâtre pour ensuite le rebaptiser « Colisée Financière Sun Life ». L'édifice est considéré comme l'un des meilleurs arénas de la LHJMQ (et aussi de la Ligue canadienne de hockey), il est surtout réputé par son acoustique et de sa puissante sirène des buts comme l'un des arénas les plus bruyants de la LHJMQ.

## Histoire
La construction du Colisée remonte à 1966, dans la lignée d'une multitude d'amélioration des services municipaux sous l'administration du maire Maurice Tessier. Les coûts de construction sont alors évalués à 750 000 dollars.
En 1995, après plus de cinq années d'effort d'investisseurs locaux, la ville de Rimouski obtient une franchise de la Ligue de hockey junior majeur du Québec (LHJMQ). La nouvelle équipe de hockey, l'Océanic de Rimouski, s'installe au Colisée et y a élu domicile depuis sa première saison dans la LHJMQ en 1995-1996.
En 2006, la ville de Rimouski effectue une consultation auprès de ses citoyens dans laquelle ces derniers expriment « leur volonté de se doter d'équipements à la hauteur de leurs ambitions ». Le projet de rénovation du Colisée mis de l'avant par la ville est alors évalué à 6 000 000 dollars, Rimouski comptant sur la participation des gouvernements canadiens et québécois pour défrayer 66 % de la facture ainsi que sur la participation d'intervenants locaux. L'Océanic répond à la demande et confirme sa participation financière au projet pour un montant de 350 000 dollars. En plus de sa participation financière au projet, l'Océanic s'engage à louer le Colisée pour quinze ans.
La ville de Rimouski et l'organisation de l'Océanic de Rimouski sont choisis en avril 2008 pour la présentation du tournoi de la Coupe Memorial 2009, tournoi qui s'est tenu du 15 au 24 mai 2009. Afin d'améliorer les installations du Colisée pour la tenue du tournoi, le Colisée fait l'objet d’importants travaux d’amélioration nécessitant un investissement de 6,6 millions de dollars défrayé à parts égales par les gouvernements canadien, québécois et la ville de Rimouski. Les travaux ont eu lieu au cours de l'année 2008 et ont permis d'agrandir le bâtiment dont la superficie est maintenant de 20 % supérieure, soit de 8 085 mètres carrés et permet une « plus grande fonctionnalité des installations ».
Le premier agrandissement concerne l'ajout de deux étages à l'avant de l'édifice pour « y aménager plusieurs salles polyvalentes, un comptoir bar avec cuisine et vestiaire, un hall pour l’ascenseur et l’escalier, des bureaux administratifs, en plus des 14 loges corporatives prévues au 2e étage ». Un second agrandissement, effectué à l'arrière de l'édifice, a permis l'ajout de « blocs sanitaires, des salles d’habillage, un entrepôt réservé au matériel d’expositions et de spectacles ainsi qu’un débarcadère ». Finalement, l'entrée principale accueille maintenant un nouvel espace pour l'administration et la billetterie. Les travaux de rénovations se terminent au début de 2009 sauf l'installation du tableau indicateur, dont le coût est de 455 000 dollars, qui est réalisé en avril.

## Bannières
- Trophées et coupes (Océanic de Rimouski) :
  - Trophée Jean-Rougeau (champion saison régulière LHJMQ) 1999-2000
  - Coupe du président (champions des séries éliminatoires LHJMQ) 1999-2000
  - Coupe Memorial (champions séries ligue canadienne de hockey LCH) 1999-2000
  - Trophée Jean-Rougeau (champion saison régulière LHJMQ) 2004-2005
  - Coupe du Président (champions des séries éliminatoires LHJMQ) 2004-2005
  - Finalistes Coupe Memorial 2004-2005
  - Trophée Jean-Rougeau (champion saison régulière LHJMQ) 2014-2015
  - Coupe du Président (champions des séries éliminatoires LHJMQ) 2014-2015
- Numéros retirés[10] :
  - 4 Vincent Lecavalier de l'Océanic de Rimouski 1996-1998
  - 9 Jonathan Beaulieu de l'Océanic de Rimouski 1996-2001
  - 12 Allan Sirois de l'Océanic de Rimouski 1995-1996
  - 28 Michel Ouellet de l'Océanic de Rimouski 1998-2002
  - 39 Brad Richards de l'Océanic de Rimouski 1997-2000
  - 87 Sidney Crosby de l’Océanic de Rimouski 2003-2005

## Événements tenus au Colisée

### Événements sportifs
Les Canadiens de Montréal ainsi que les Nordiques de Québec, de la Ligue nationale de hockey, ont présenté des matchs hors-concours dans cet amphithéâtre. Les Sharks de San José ont, quant à eux, joué au Colisée de Rimouski avant de connaître la Californie. Les Penguins de Pittsburgh, avec Mario Lemieux en tête, ainsi que l'équipe nationale de l'URSS (en 86 et 87) ont aussi joué dans l'aréna de la 2e rue.
- 15 au 24 mai 2009 : Coupe Memorial Mastercard 2009
- 24 novembre 2003 : Défi Remax Canada-Russie (hockey)

### Événements culturels
Metallica, Kenny Rogers, Céline Dion, Samantha Fox, Charles Aznavour, les Backstreet Boys, April Wine,  Styx  et Simple Plan, entre autres, se sont produits au Colisée. La World Wrestling Federation (devenue la WWE) y a fait deux escales, soit en 1985 et 1987. Le spectacle qui détient le record d'assistance au Colisée est une soirée du Carnaval de Rimouski avec Jean Brisson comme animateur, 9 000 personnes étaient présentes.[réf. nécessaire]
- 2009 : spectacle de Star Académie 2009
- 20 mai 2006 : spectacle de Star Académie 2005[13]
- 13 décembre 2005 : spectacle de Simple Plan et Hedley[14]
- 10 avril 2004 : spectacle de Garou[15]
- 13 septembre 2002 : spectacle de Charles Aznavour[16]
- 6 février 2001 : spectacle de Bryan Adams[11]
- 9 novembre 2001 : spectacle de Styx [12]
- 26 mars 1997 : spectacle des Backstreet Boys[17]
- 6 décembre 1986 : spectacle de Metallica[18]
- 4 juin 1984 : spectacle de Mötley Crüe[19]
- 2 février 1984: spectacle de Saga
- 17 octobre 1983 : spectacle de Black Sabbath[20]

## Galerie

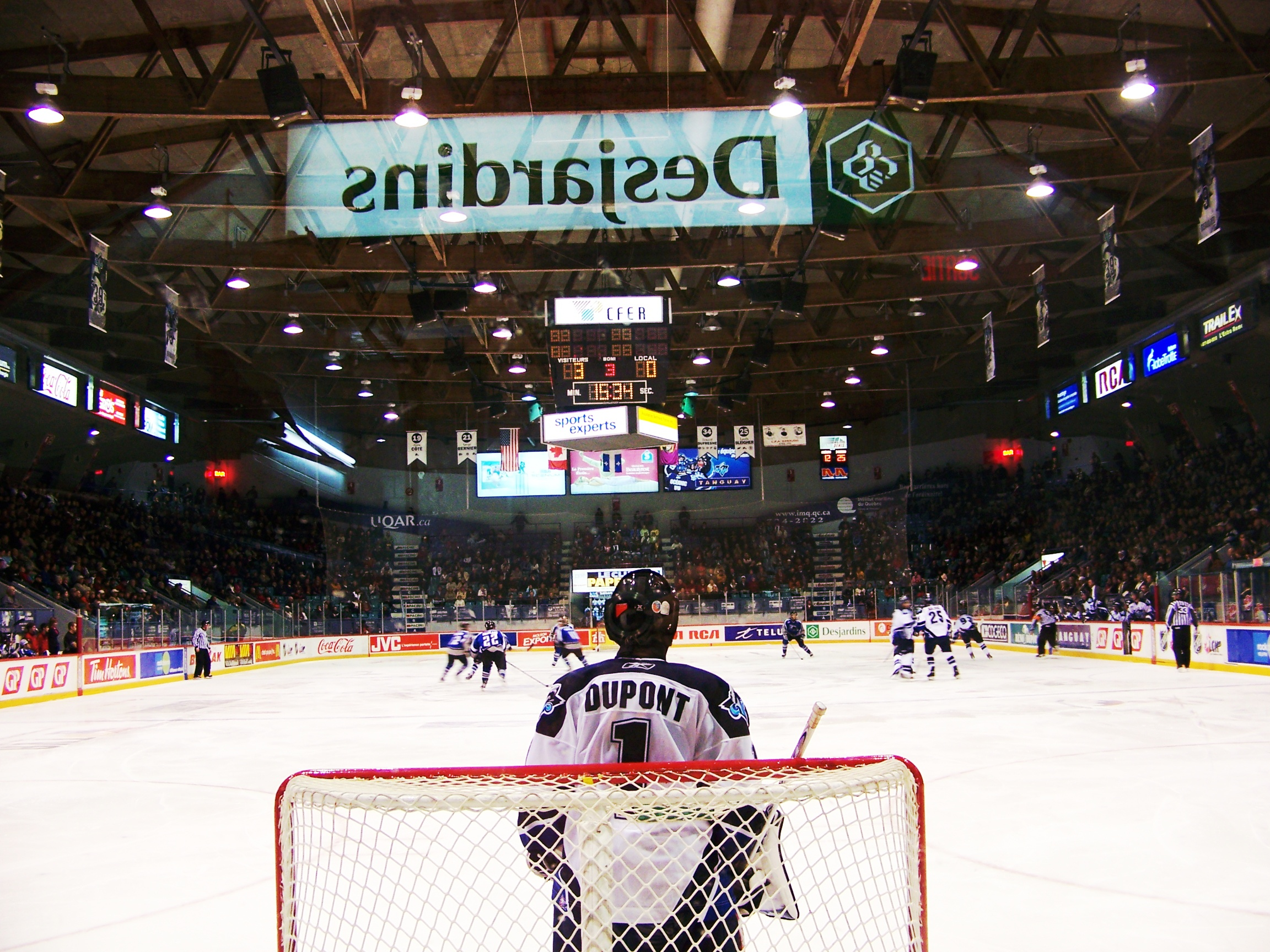
Intérieur du Colisée
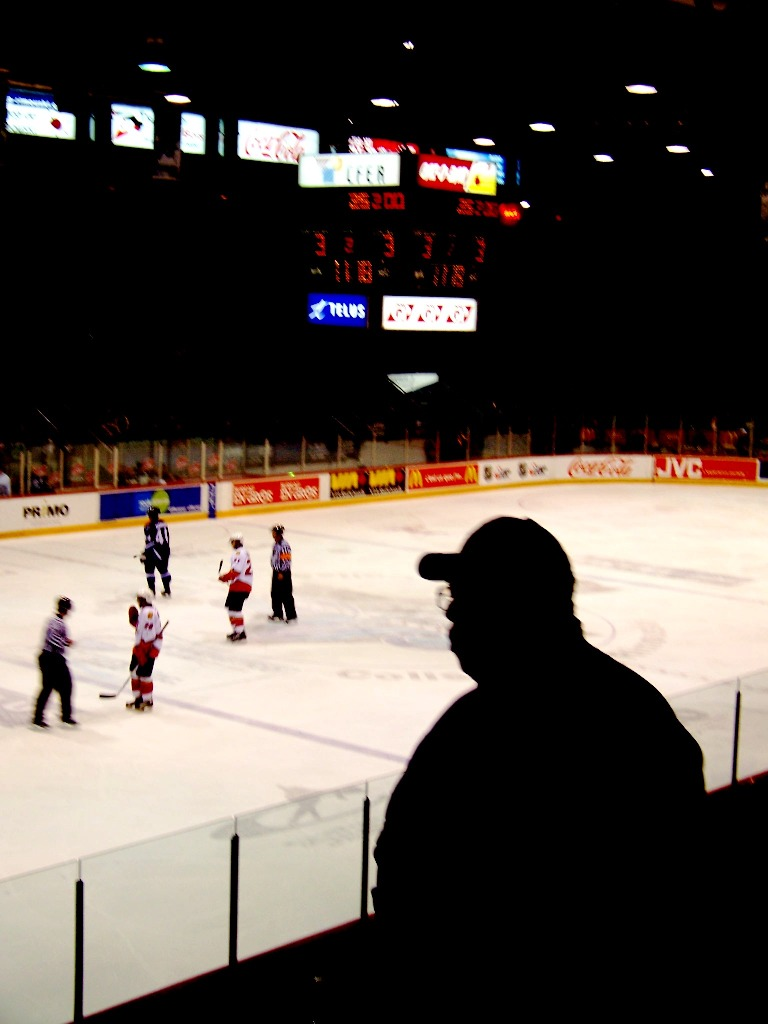
Partisan
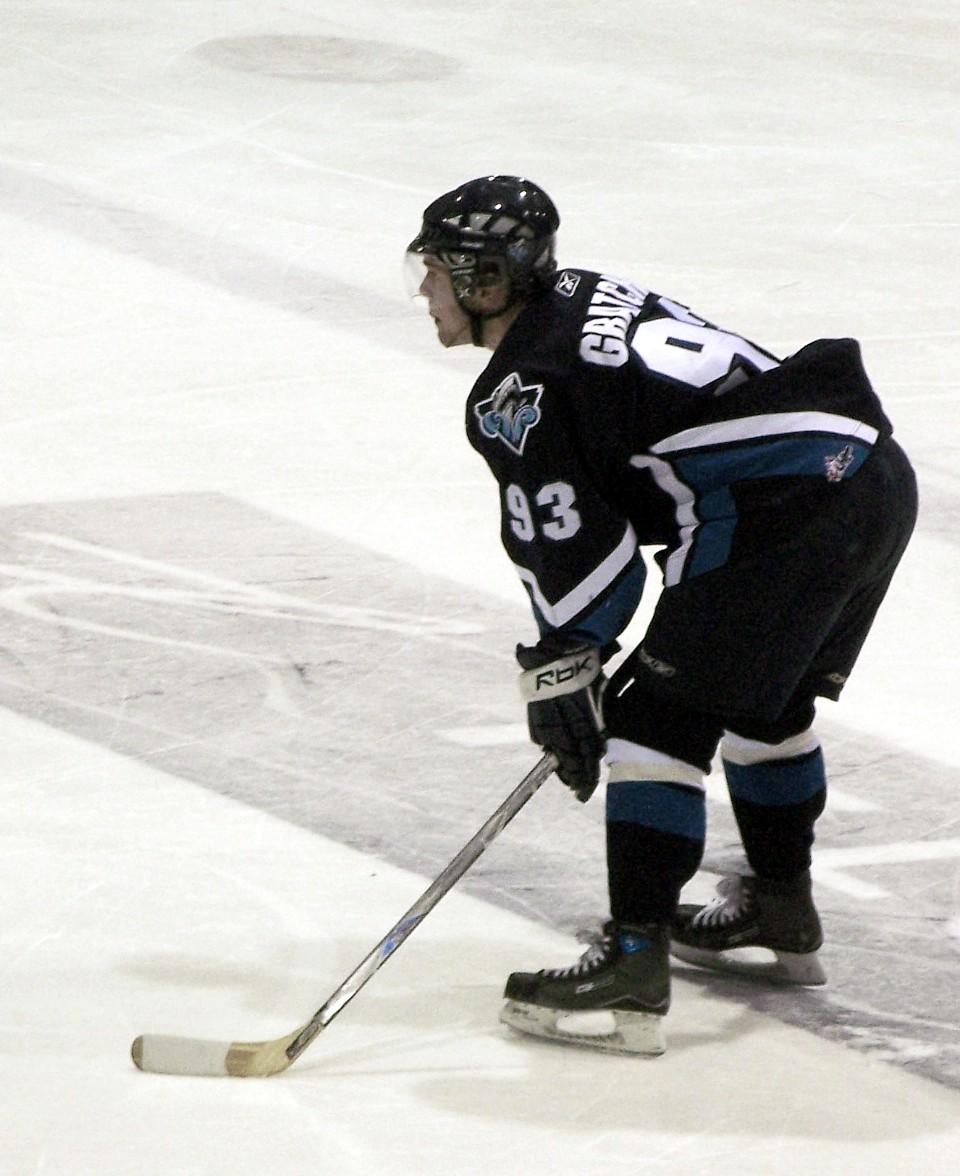
Maxim Gratchev